# Divine Myles
Divine Miracle Myles (Mobile, 25 febbraio 1996) è un cestista statunitense naturalizzato kosovaro.

## Palmarès
- Campionato kosovaro: 1

Pristina: 2018-19
- Supercoppa del Kosovo: 1

Pristina: 2019
- Campionato mongolo: 1

Khuleguud: 2023-24